# Aeroportul Fort Liard
Aeroportul Fort Liard (IATA: YJF, ICAO: CYJF) este un aeroport din Fort Liard⁠(d), Region 4, Northwest Territories⁠(d), Teritoriile de Nord-Vest, Canada. Aeroportul a fost tranzitat în 2020 de 0 pasageri.
Situat la o altitudine de 216 m, aeroportul dispune de o singură pistă.